# Mimalloc
mimalloc (「ミー・マロック」と発音する) は、パフォーマンス特性に重点を置きMicrosoftによって開発された、自由かつオープンソースのコンパクトな汎用メモリ・アロケータである。
このライブラリは約11000行のコードであり、標準Cライブラリのmalloc用ドロップイン置換として機能し、追加のコード変更は必要ない。
mimallocは当初、LeanとKoka言語のランタイム・システム用に開発された。
注目すべきデザイン面には、フリーリスト・シャーディング、積極的なページ・リセット、ファーストクラス・ヒープが含まれる。これは同じプログラムにリンクされている他のメモリ・アロケータと共存できる。mimallocは、Windows、Mac OS X、Linux、および*BSDで利用可能である。
ソース・コードはMIT Licenseに基づいてライセンスされており、GitHubで入手できる。

## リファレンス
1. ↑  “Maruf Ali: Investigation of Memory Allocators”. Template:Cite webの呼び出しエラー：引数 accessdate は必須です。
2. ↑  “Microsoft releases optimized malloc() as open source - Slashdot”. slashdot.org. Template:Cite webの呼び出しエラー：引数 accessdate は必須です。
3. ↑  “Analysis of mimalloc”. Develop Paper (2019年9月11日). Template:Cite webの呼び出しエラー：引数 accessdate は必須です。
4. ↑  “Google Translate”. translate.google.com (2019年6月25日). Template:Cite webの呼び出しエラー：引数 accessdate は必須です。
5. ↑  “microsoft/mimalloc” (2020年7月5日). Template:Cite webの呼び出しエラー：引数 accessdate は必須です。